# قلعة بوزينتين

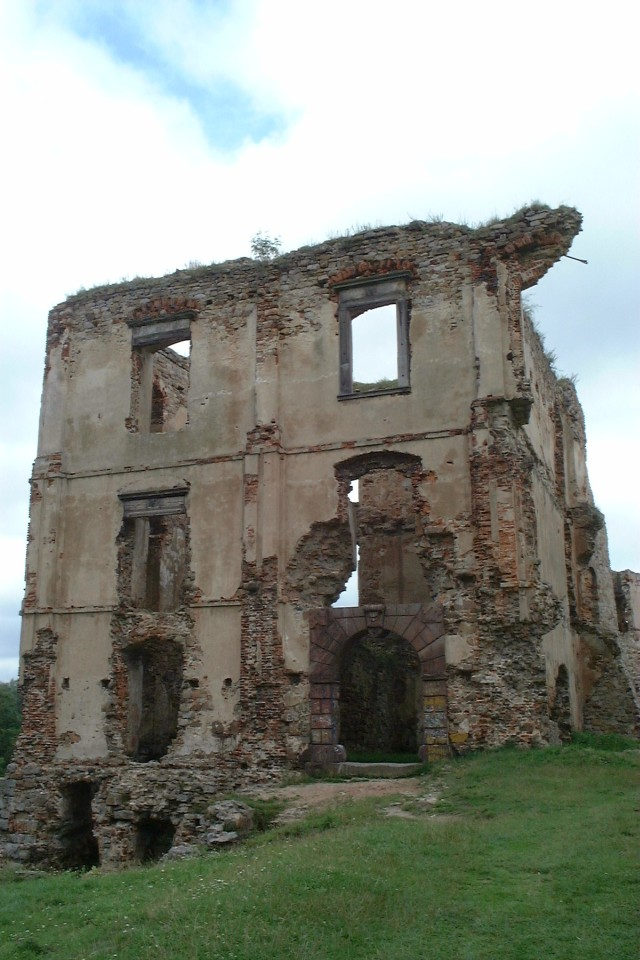
أطلال قلعة قلعة بوزينتين.

قلعة بوزينتين (بالبولندية: Zamek w Bodzentynie)‏ هي قلعة مدمرة في بوزينتين، بولندا. تم بنائها في النصف الثاني من القرن الرابع عشر.

## التاريخ

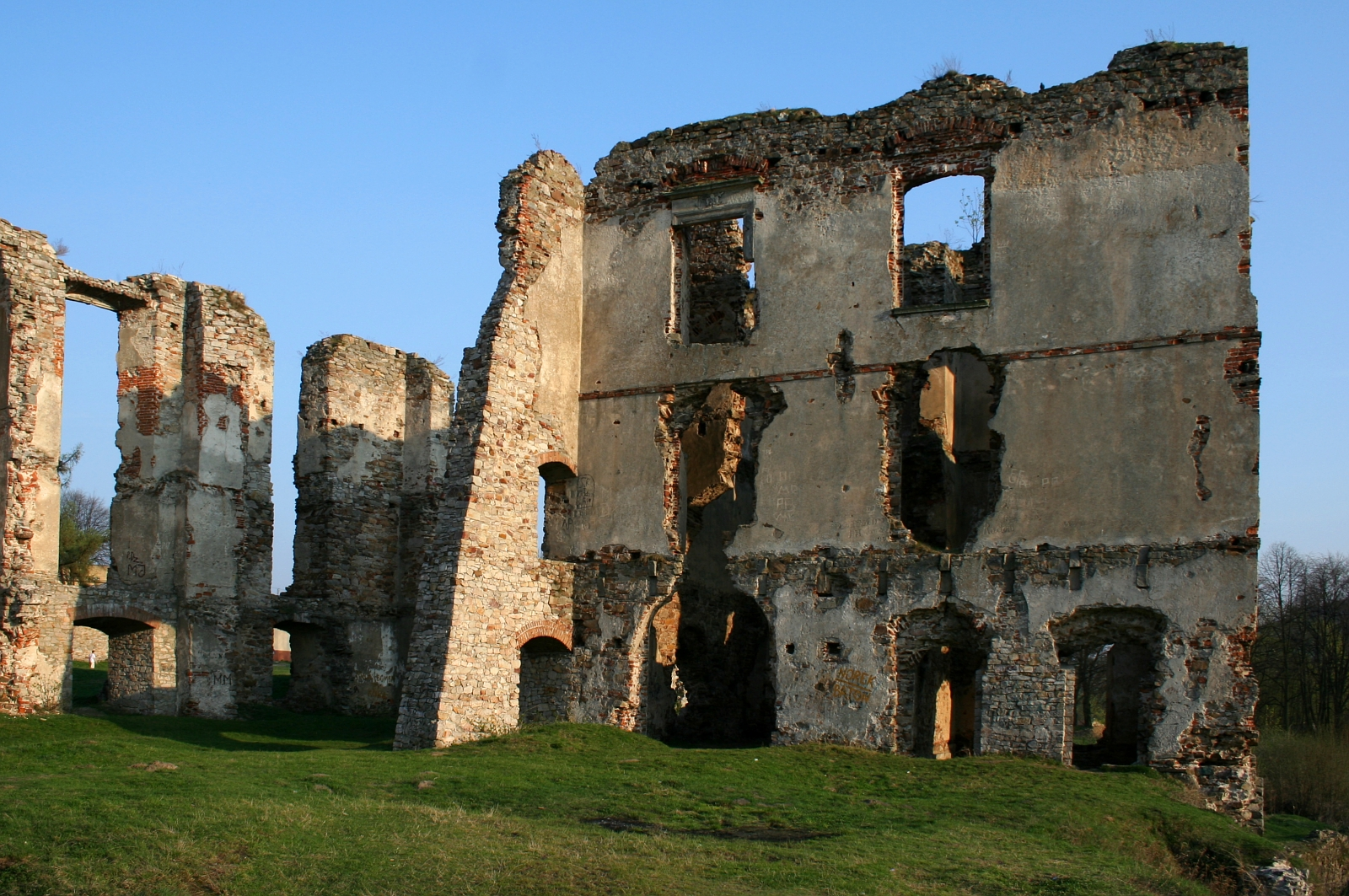

في بداية القرن الرابع عشر بنى أسقف كراكوف بودزانتا قصرًا خشبيًا على تل فوق نهر بساركا. تدمر هذا القصر بسرعة، ثم قام الأسقف فلوريان موكرسكي في وقت لاحق بتشييد قلعة حجرية بنفس المكان على التل محاطة بخندق مائي. من أعظم الأحداث التي شهدها تاريخ القلعة كانت زيارة الملك بوغيلا في رحلة الصليب المقدس قبل معركة جرونوالد في عام 1410.
في القرنين الخامس عشر والسادس عشر شهدت القلعة ازدهارًا غير مسبوق حيث تم توسعتها بعد الحريق الكبير الذي حدث في عام 1413 وفي نهاية القرن الخامس عشر، أضاف الكاردينال فريديريك ياجيلوتشيك جناحًا شرقيًا جديدًا بالإضافة للأبراج السكنية. واستمرت أعمال البناء خلال القرن السادس عشر من قبل الأساقفة المتعاقبين يان كونارسكي، بيوتر توميكي، فرانسيسك كراسينسكي وبيوتر ميسكوفسكي، حيث قدموا لها تدريجياً كل ميزات طراز عصر النهضة. جميع الأنشطة العندسية قادها المهندس المعماري الإيطالي يان بالسر.
تمت آخر عملية إعادة بناء هامة للقلعة بين 1657-1691 ، تحت قيادة الأساقفة جاكوبا زادزيكا،  بيوتر جمبيكي، بيوتر تيليكي، مارسين سزكوفسكي، أندريه ترزيبيكيكي ويان ماشوفسكي . اتخذ المبنى شكل الباروك (وهو أسلوب ديكور مسرحي للغاية ظهر في إيطاليا في أوائل القرن السابع عشر)، مع خطة على شكل حدوة حصان. كان آخر المقيمين فيها في النصف الثاني من القرن الثامن عشر هو الأسقف كاجيتان سوتيك والذي وظف المهندس المعماري البارز جاكوبا فونتاني.
بعد بناء قصر الأسقفية في كيليس بدأت أهمية القلعة في بودزانتا في الانخفاض، في عام 1789 قرر النظام الحاكم تأميم الملكية الأسقفية فتم تحويل القلعة إلى صومعة ومستشفى عسكري. أخيرًا في عام 1814 تم هدم المبنى وأصبحت القلعة التي تعود إلى القرون الوسطى مصدرًا أساسيًا لمواد البناء المجانية للسكان المحليين مما أدى إلى تآكل بنائها حتى وصلت إلى مرحلة الخراب. في عام 1902 أصبح المبنى محميًا ولكن لم يتم إعادة بنائها.

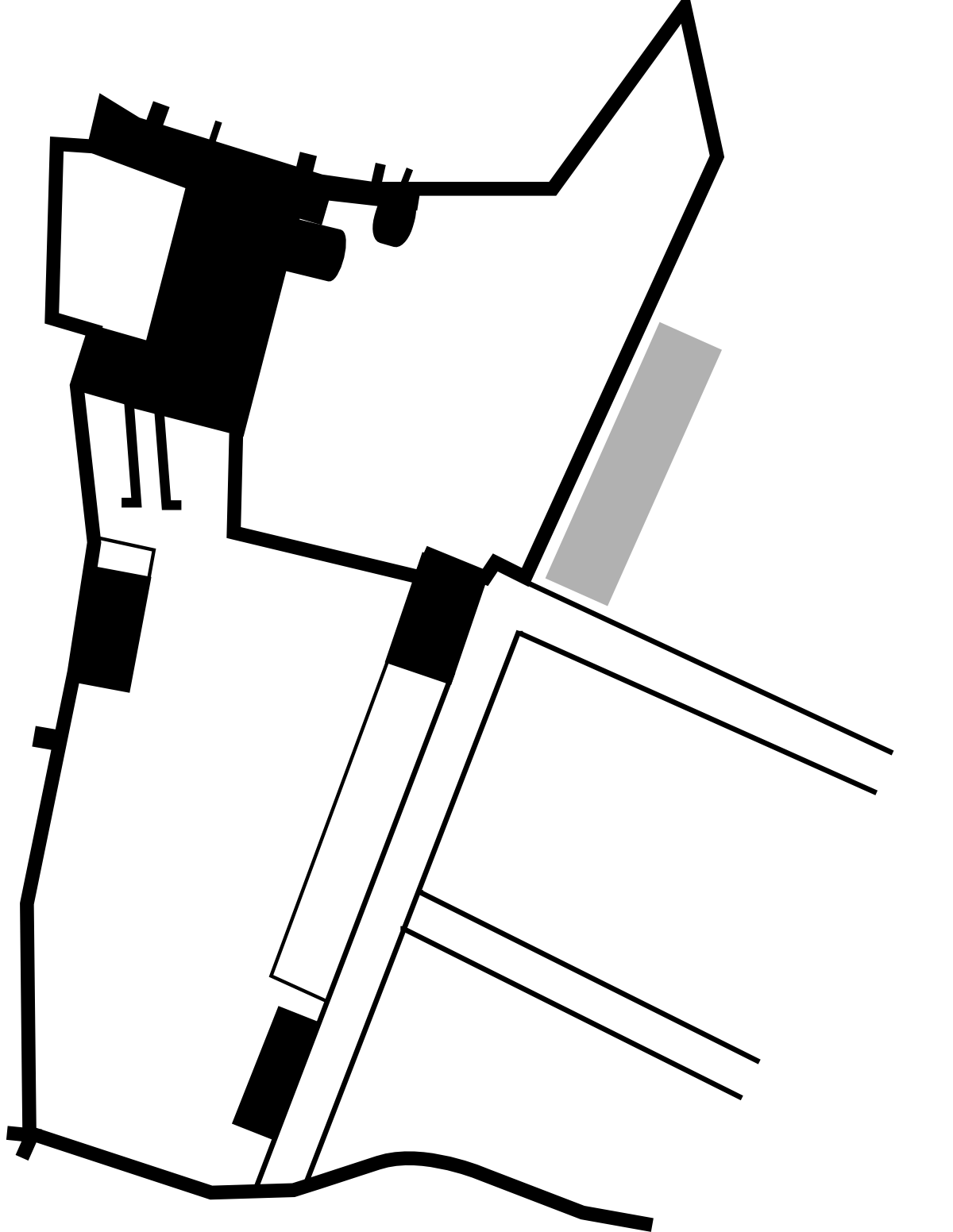
مخطط القلعة